# Jüdischer Friedhof (Čichtice)
Koordinaten: 49° 5′ 43,4″ N, 14° 5′ 29,3″ O

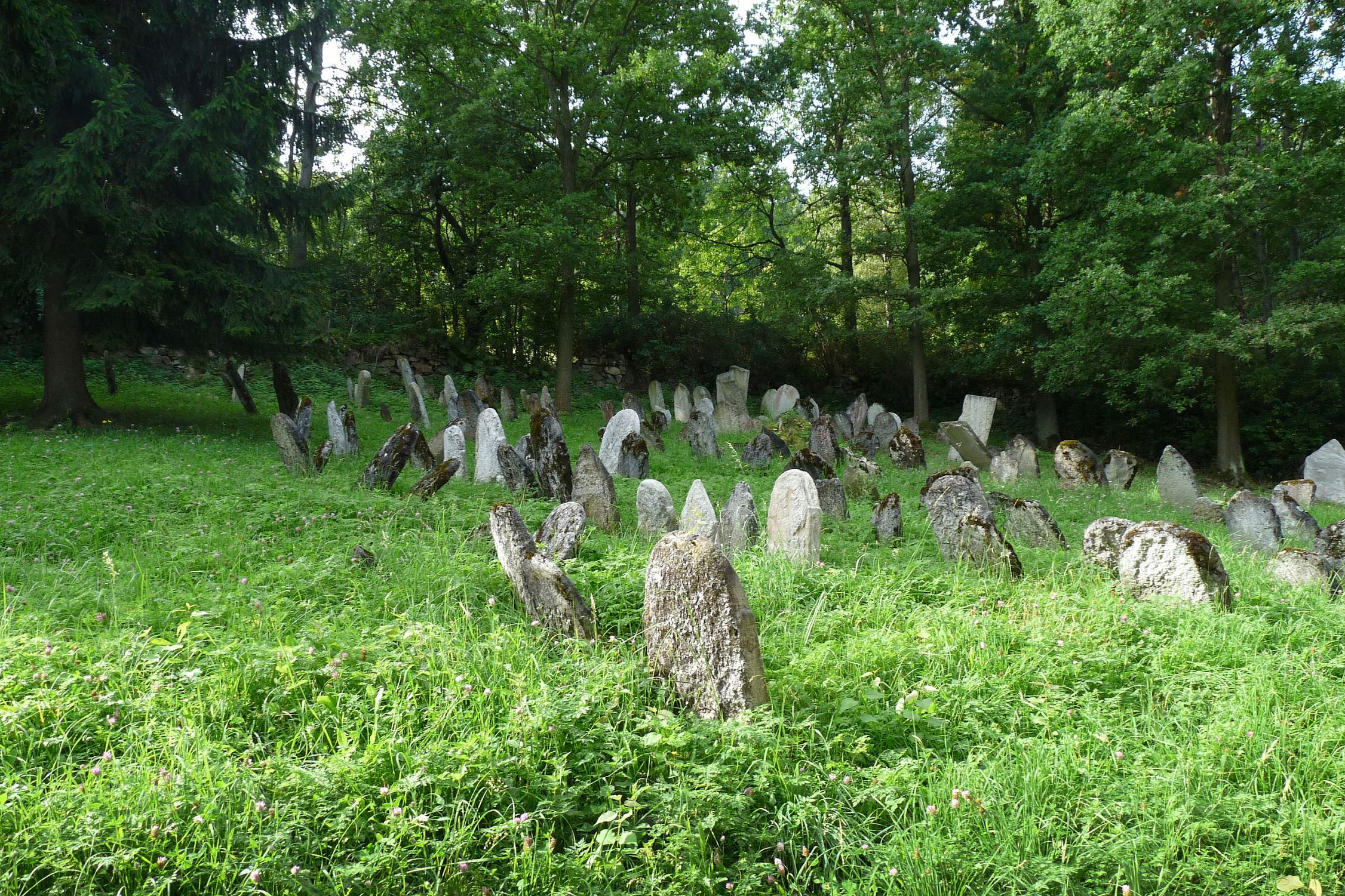
Jüdischer Friedhof in Čichtice

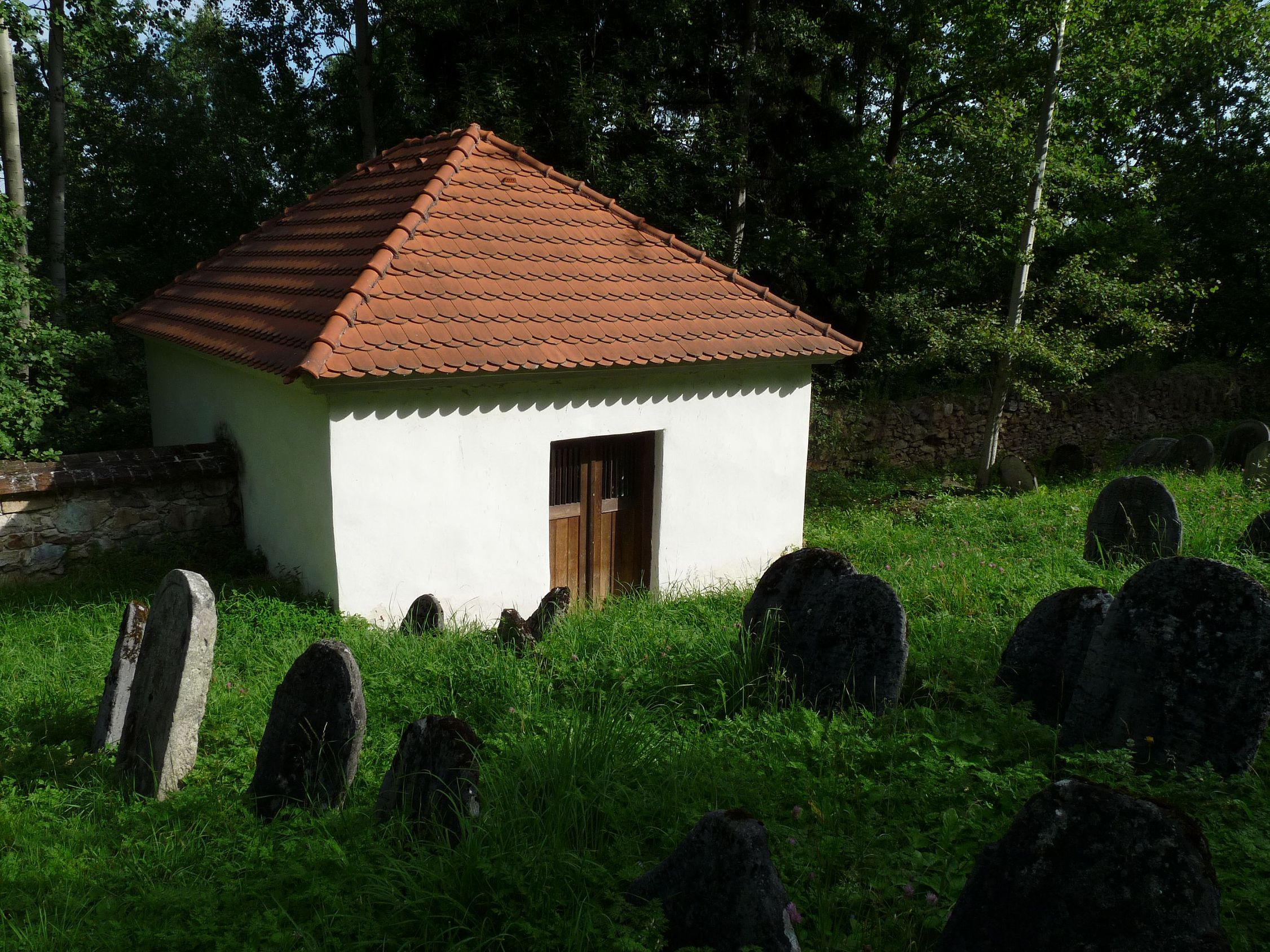
Taharahaus

Der Jüdische Friedhof in Čichtice (deutsch Tschichtitz), einem Ortsteil der tschechischen Stadt Bavorov im Okres Strakonice der Südböhmischen Region, wurde in der zweiten Hälfte des 18. Jahrhunderts angelegt. Der jüdische Friedhof südlich des Dorfes ist ein geschütztes Kulturdenkmal.
Auf dem 1439 Quadratmeter großen Friedhof sind noch circa 230 Grabsteine vorhanden.
Das fast quadratische Taharahaus ist erhalten geblieben.